# George Wurtz Hughes
George Wurtz Hughes (ur. 30 września 1806, zm. 3 września 1870) – amerykański polityk.
Był absolwentem Akademii Wojskowej Stanów Zjednoczonych.
W latach 1859–1861 z ramienia Partii Demokratycznej przez jedną kadencję Kongresu Stanów Zjednoczonych był przedstawicielem szóstego okręgu wyborczego w stanie Maryland w Izbie Reprezentantów Stanów Zjednoczonych.